# Dino Risi
Dino Risi (Milán, 23 de diciembre de 1916-Roma, 7 de junio de 2008) fue un director de cine italiano. Junto a Mario Monicelli, Luigi Comencini, Nanni Loy y Ettore Scola, fue uno de los llamados maestros de la comedia a la italiana. Era hermano del desaparecido Nelo Risi. 
Risi quedó huérfano de niño, y fue criado por familiares y amigos de la familia. Estudió medicina, y se especializó en psiquiatría.
Se convirtió en un respetado director de cine tras el éxito de la película Pane, amore e... (1955), secuela de Pane, amore e fantasia y Pane, amore e gelosia, ambas dirigidas por Comencini. 
Entre sus películas más célebres se encuentran Poveri ma belli, Una vida difícil, Il sorpasso; I Mostri y Profumo di donna, la cual tuvo una versión moderna protagonizada por Al Pacino en 1992. Risi trabajó con varios de los más grandes actores italianos como Alberto Sordi, Nino Manfredi, Vittorio Gassman, Marcello Mastroianni, Enrico Maria Salerno, Monica Vitti, Ugo Tognazzi, Giancarlo Giannini.
En 2002, obtuvo el premio León de Oro a su trayectoria profesional ("Leone d'oro alla carriera") en el Festival de Cine de Venecia. Era ateo.

## Filmografía
- Vacanze col gangster (1952)
- Il viale della speranza (1953)
- L'amore in città (episodio "Paradiso per 4 ore", 1953)
- Il segno di Venere (El signo de Venus, 1955)
- Pan, amor y... (Pane, amore e...) (1955)
- Poveri ma belli (1956)
- La nonna Sabella (Sabela, 1957)
- Belle ma povere (1957)
- Venezia, la luna e tu (Venecia, la luna y tú, 1958)
- Il vedovo (1959)
- Poveri milionari (Pobre y millonario, 1959)
- Il mattatore (El estafador, 1959)
- Un amore a Roma (1960)
- A porte chiuse (A puerta cerrada (1961)
- Una vida difícil (1961)
- Il sorpasso (La escapada, 1962)
- La marcia su Roma, 1962)
- Il giovedì (El jueves, 1963)
- I mostri (Monstruos de hoy, 1963)
- Le bambole (Las muñecas - episodio "La telefonata", 1965)
- Il gaucho (Un italiano en la Argentina, 1965)
- I complessi (Los complejos - (episodio "Una giornata decisiva", 1965)
- L'ombrellone (El paraíso, 1966)
- I nostri mariti (episodio "Il marito di Attilia", 1966)
- Operazione San Gennaro (Arreglo de cuentas en San Genaro, 1966)
- Il Tigre (Un tigre en la red, 1967)
- Straziami, ma di baci saziami (Abrázame y sacíame de besos, 1968)
- Il profeta (El profeta, 1968)
- Vedo nudo (Visiones de un italiano moderno, 1969)
- Il giovane normale (1969)
- In nome del popolo italiano (1971)
- La moglie del prete (La mujer del cura, 1971)
- Noi donne siamo fatte così (Erotika, exotika, psicopatika, 1971)
- Mordi e fuggi (Sábado inesperado, 1973)
- Sesso matto (Sexo loco, 1973)
- Profumo di donna (Perfume de mujer, 1974)
- Telefoni bianchi (La carrera de una doncella, 1976)
- Anima persa (Almas perdidas, 1977)
- La stanza del vescovo (La alcoba del obispo, 1978)
- I nuovi mostri (¡Que viva Italia! - episodios "Con i saluti degli amici", "Tantum ergo", "Pornodiva", "Mammina mammona" y "Senza parole", 1978)
- Primo amore (La chica del atardecer, 1978)
- Caro papà (Querido papá, 1979)
- Sono fotogenico (Yo soy fotogénico, 1980)
- I seduttori della domenica (Los seductores - episodio "Roma", 1980)
- Fantasma d'amore (Fantasma de amor (1981)
- Sesso e volentieri (1982)
- ...e la vita continua (TV, 1984)
- Dagobert (1984)
- Scemo di guerra (1985)
- Teresa (1987)
- Il commissario Lo Gatto (1987)
- Il vizio di vivere (1989)
- Tolgo il disturbo (1990)
- Giovani e belli (1996)
- Esercizi di stile (episodio "Myriam", 1996)

## Premios y distinciones
Óscar
| Año  | Categoría                          | Película          | Resultado |
| ---- | ---------------------------------- | ----------------- | --------- |
| 1976 | Mejor guion adaptado               | Perfume de mujer  | Nominado  |
| 1976 | Mejor película extranjera          | Perfume de mujer  | Nominado  |
| 1979 | Mejor película de habla no inglesa | ¡Que viva Italia! | Nominado  |

Festival Internacional de Cine de Venecia
| Año  | Categoría            | Película             | Resultado |
| ---- | -------------------- | -------------------- | --------- |
| 1946 | Mejor cortometraje   | Barboni              | Ganador   |
| 2002 | León de Oro Especial | León de Oro Especial | Ganador   |

Festival Internacional de Cine de San Sebastián
| Año  | Categoría       | Película | Resultado |
| ---- | --------------- | -------- | --------- |
| 1967 | Concha de Plata | Il tigre | Ganador   |

Festival Internacional de Cine de Berlín
| Año  | Categoría                                  | Película       | Resultado |
| ---- | ------------------------------------------ | -------------- | --------- |
| 1956 | Mención honorable (Mejor film humorístico) | Pan, amor y... | Ganador   |